# リンジー (オンタリオ州)
リンジー（英語：Lindsay、発音：[lind-zee]）は、カナダのオンタリオ州南東部に位置するカワーサレイクス市の地区（町名）。2001年に旧ビクトリア郡をカワーサレイクス市として再編した際に、旧リンジー市も合併された。2001年合併時、旧市内の人口は1万6,930人。
カワーサレイクス市（旧ビクトリア郡）の経済・商業の中心地で市内の行政府も置かれている。近くに湖が多いことなどからカワーサの玄関口（「"Gateway of the Kawarthas"」）と表される。